# Media asta

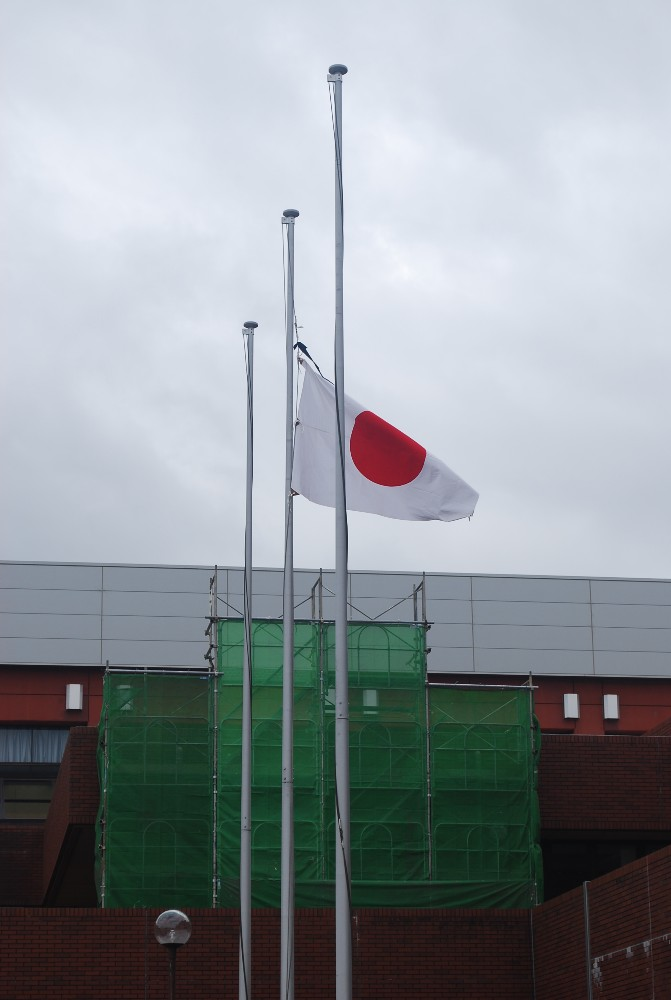
La bandera japonesa izada a media asta en la ciudad de Katori, un año después del terremoto y tsunami de Japón de 2011; 2012.

La media asta o media driza  hace referencia a una bandera que se encuentra a la mitad de la altura que el asta o mástil al que está puesto. En varios países, la media asta es considerada como un símbolo de respeto, luto, como señal de socorro o, en algunos casos, como un saludo militar.

## El izado
La bandera se ha de izar hasta el tope, para luego dejarla descender y afianzarla para ondear a la mitad de la altura del mástil (media driza en lenguaje marinero), si bien en los países anglosajones está extendida la costumbre de bajarla solamente la distancia equivalente al ancho de la bandera.
Dado que el izado a media asta corresponde a la declaración de luto oficial por algún incidente luctuoso, durante el tiempo que la bandera nacional se encuentra a media asta, las unidades militares que participen en actos oficiales llevarán una corbata negra.
Cuando no es posible izar una bandera a media asta, existe la costumbre de añadir un crespón negro prendido en el paño de la bandera o un lazo al asta. No es correcta la colocación del crespón o lazo negro en una bandera a media asta. O lo uno, o lo otro.